# Quemisia gravis
Quemisia gravis era una especie de roedor de la extinta familia Heptaxodontidae, la única en su género.

## Distribución geográfica
Se encontraba en la Española (República Dominicana y Haití) hasta el año 1700, aproximadamente.